# A Face da Glória
A Face da Glória é um álbum de estúdio da cantora gospel Rozeane Ribeiro, lançado pela gravadora UNI Records em setembro de 2007.

## Faixas
1. A Face da Glória (Rogério Jr)
2. A Fornalha (Rozeane Ribeiro)
3. Deus dos Impossíveis (Rozeane Ribeiro)
4. Adoração a Deus (Rozeane Ribeiro)
5. Está Chegando a Hora (Rozeane Ribeiro e Josefo Flávio)
6. Jeito de Adorar (Vanilda Bordieri)
7. Conquista (Claudio Magno)
8. Explosão de graça (Carlos Albert)
9. Eu Sou de Cristo (Rozeane Ribeiro)
10. Não Choro Mais Em Vão (Rozeane Ribeiro)
11. Presente de Deus (Rozeane Ribeiro)
12. É Glória (Rozeane Ribeiro)
13. Toca a Trombeta (Rogerio Jr.)
14. Você Já Nasceu campeão (Rozeane Ribeiro)